# گومفلو
گومفلو (به لاتین: Gummfluh) یک کوه در سوئیس است که در کانتون برن واقع شده‌است. گومفلو ۲٬۴۵۸ متر بالاتر از سطح دریا واقع شده‌است.